# 四日市製紙
四日市製紙株式会社（よっかいちせいし）は、明治から大正にかけて存在した製紙会社である。
三重県四日市市に本社を、静岡県富士郡（現・富士宮市）に生産拠点を置いていた。水力発電所を建設し、電力供給事業も兼営した。末期の社長は「製紙王」と呼ばれた実業家大川平三郎。

## 沿革

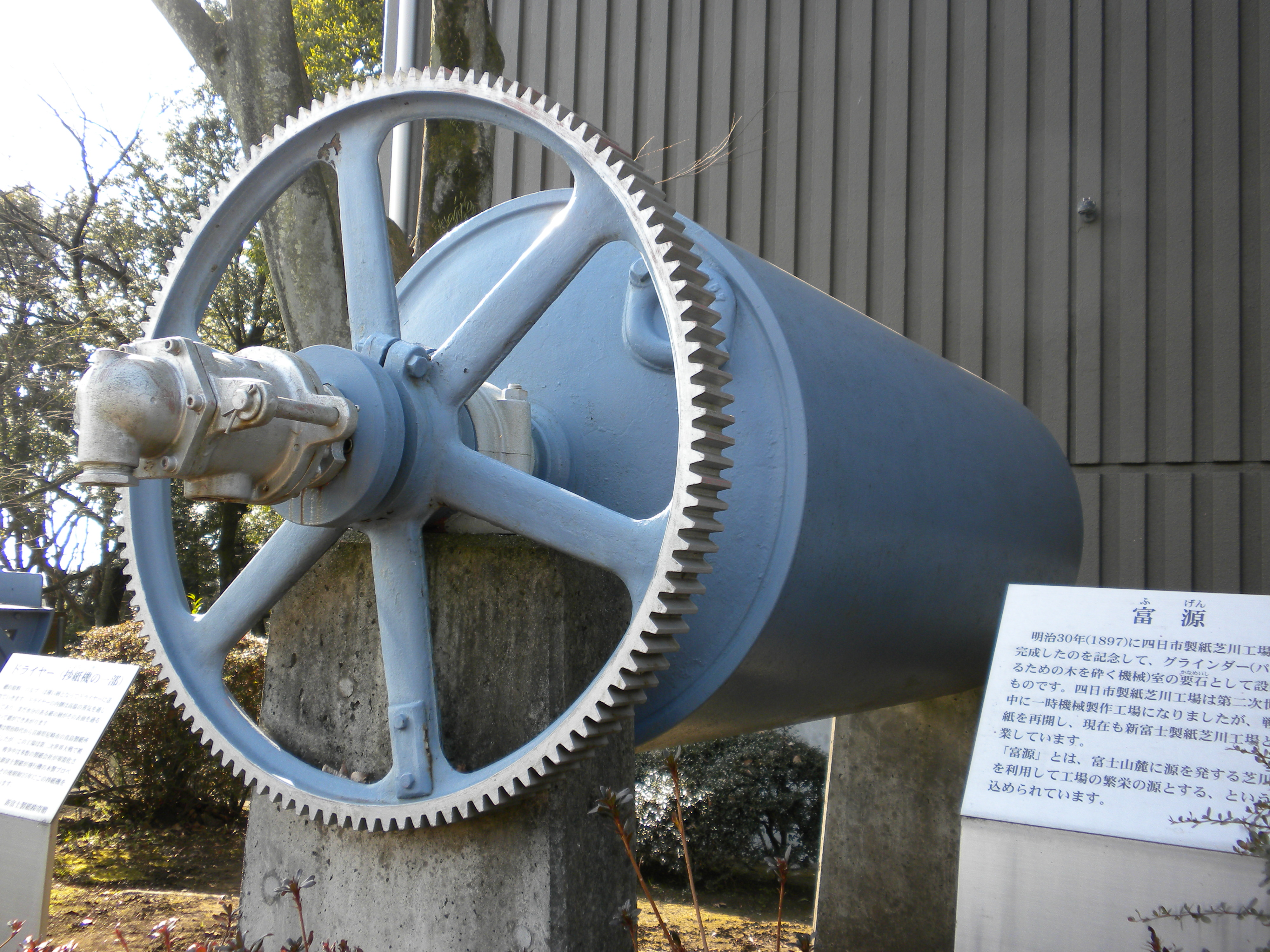
四日市製紙芝川工場の要石、明治30年（1897年）

### 四日市での創業
四日市製紙は1887年（明治20年）12月に設立されたが、その起源は水谷孫左衛門という実業家が経営していた製紙工場である。この工場は三重郡四日市町（現四日市市）浜町にあり、藁を原料とするパルプ（藁パルプ）を生産、それを元に手漉きで黄ボールなどを生産していた。これを買収し、抄紙機を用いる機械漉き工場に転換するのを目的に設立されたのが四日市製紙である。当時第一銀行四日市支店長であった八巻道成が提唱し、八巻のほか第一銀行頭取の渋沢栄一、東京の製紙会社有恒社（後に初代王子製紙に合併される）の関係者、京都の紙商中井三郎兵衛、四日市の九鬼紋七などが出資して設立された。このように、四日市・東京・京都の3社の共同事業であった。操業開始当初は有限会社であったが、1893年（明治26年）に株式会社に改組している。
四日市製紙の本社工場は、1890年（明治23年）10月に操業を開始した。後に合併することになる静岡県の富士製紙の操業開始と同じ年である。アメリカより輸入した抄紙機1台を設置し操業を始めたものの、運転が不調で生産は伸び悩み、経営面でも損失を重ねた。そこで会社は1893年、当時渋沢とともに王子製紙に在籍していた大川平三郎を技術顧問として招き、大川の指導の下機械の改良を行った。

### 静岡への進出
日清戦争（1894年-95年）とその後の紙需要増に応じて、四日市製紙は木材を原料に洋紙を生産する新工場の建設を立案する。工場用地は静岡県富士郡芝富村（現・富士宮市）の、富士川と芝川の合流点が選ばれた。同地が選ばれたのは、原木の入手が容易で、水力も利用可能であったためである。
ところが、新工場の建設工事を行っている最中の1897年（明治30年）8月15日、本社工場が全焼してしまう。火災保険がまだ普及していなかった時期で無保険であり、新工場建設に注力するために本社工場再建は断念された。こうして四日市製紙は本社を四日市に置いたまま、生産拠点を静岡県に移すこととなった。
新工場は本社工場焼失の翌年1898年（明治31年）12月1日に操業を開始した。新工場にはアメリカ製の抄紙機1台と亜硫酸木材パルプ (SP) 製造用の木釜、それに砕木パルプ (GP) 製造用のグラインダーが設置された。生産品は新聞用紙であった。
その後、芝川の新工場には1906年（明治39年）6月、1908年（明治41年）12月にそれぞれ1台ずつ抄紙機が増設されるなど、工場の拡張が順次行われていった。

### 富士製紙への合併
1893年に四日市製紙の技術顧問となった大川平三郎は、当時は王子製紙に在籍していたが1898年に同社を退職。ともに王子を退職した技術者や職工など40名余りとともに工場建設中の四日市製紙に移籍してきた。同年末には四日市製紙の専務取締役に就任した。しかし大川とともに移籍した者と従来からの四日市製紙の従業員との相性が悪く、大川自身も株主らと対立したため、引き連れてきた技術者・職工らとともに1901年（明治34年）上海の製紙会社へと再移籍し、1903年（明治36年）には専務も辞任して顧問に戻った。
この後、大川は上海から日本に帰国、熊本県の九州製紙や岐阜県の中央製紙などの経営に関わり、1908年に取締役として四日市製紙に復帰した。また株式の取得も進め、1913年（明治45年）の時点では全株式の5.0%を保有する筆頭株主となった。1918年（大正7年）には社長に就任する。四日市製紙は大川系製紙会社の一員として、樺太工業の設立にも参加した。
大川は1919年（大正8年）6月、当時の大手製紙会社である富士製紙の社長に就任した。それから5か月後の同年11月、大川が社長を兼ねる富士製紙と四日市製紙の合併が決定した。四日市の株主の一部から合併反対の動きがあったが、翌1920年（大正9年）2月に実行され、四日市製紙は富士製紙に吸収された。
四日市製紙の工場は富士製紙に合併された後、1933年（昭和8年）より王子製紙芝川工場となるが、戦時下で軍需工場に転換するために1943年（昭和18年）に操業を停止、王子鋳造として分離された。戦後は製紙業に復帰し、王子鋳造は1960年（昭和35年）には芝川製紙に社名変更。後に新富士製紙に合併し、富士製紙（2代目）、王子特殊紙を経て2012年（平成24年）より王子エフテックスという社名となった。旧四日市製紙の工場は、王子エフテックス東海工場芝川製造所として2012年現在も操業している。

### 年表
- 1887年（明治20年）12月 - 四日市製紙設立。
- 1890年（明治23年）10月 - 四日市にて本社工場操業開始。
- 1893年（明治26年） - 有限会社から株式会社に改組。
- 1897年（明治30年）8月15日 - 本社工場全焼。
- 1898年（明治31年）12月1日 - 静岡県にて芝川工場操業開始。
- 1906年（明治39年）6月 - 2号抄紙機稼動。
- 1908年（明治41年）5月 - 電力供給事業を開始。
- 1908年（明治41年）12月 - 3号抄紙機稼動、抄紙機は3台体制に。
- 1911年（明治44年）8月 - 水力発電所（大久保発電所）完成。
- 1920年（大正9年）2月 - 富士製紙に合併。

## 電力事業
芝川工場では操業開始当初から、水車の動力で発電する発電機を設置し、工場照明用の電力を自家発電していた。1908年（明治41年）5月より、四日市製紙は余剰電力の供給を開始し、工場のある芝富村と富士川下流部の庵原郡富士川町への送電を開始した。1911年（明治44年）8月、芝川流域に大久保発電所（現・中部電力西山発電所）が完成、本格的な電力供給事業を開始する。富士製紙との合併直後の1920年（大正9年）4月には下流側に川合発電所（現・中部電力長貫発電所）も完成したが、富士製紙との合併を機に撤退することとなり、同年11月静岡電力に電力事業は譲渡された。

## 大台ケ原の伐採
1914年（大正3年）、四日市製紙は東大台ケ原の自然林8000町歩を買収。現地から三重県相賀町に至るインクライン、索道、軽便鉄道を組み合わせた搬出路を建設して伐採を始めた。これに対して白井光太郎が問題提起の演説会を行い、大台ケ原の保護を目指す機運が高まったが、その間、四日市製紙は富士製紙と合併。1925年（大正14年）には割高な伐出経費と木材市況の低迷から伐採を中止するに至った。